# Condecoraciones de la Familia Real Danesa
Este artículo es un índice de todas las órdenes honoríficas o condecoraciones similares recibidas por la Familia Real de Dinamarca, clasificadas por continente, país que otorga la orden, y miembro de la familia real condecorado. Así mismo, se detallan también las órdenes propias del Reino de Dinamarca.

## Condecoraciones danesas

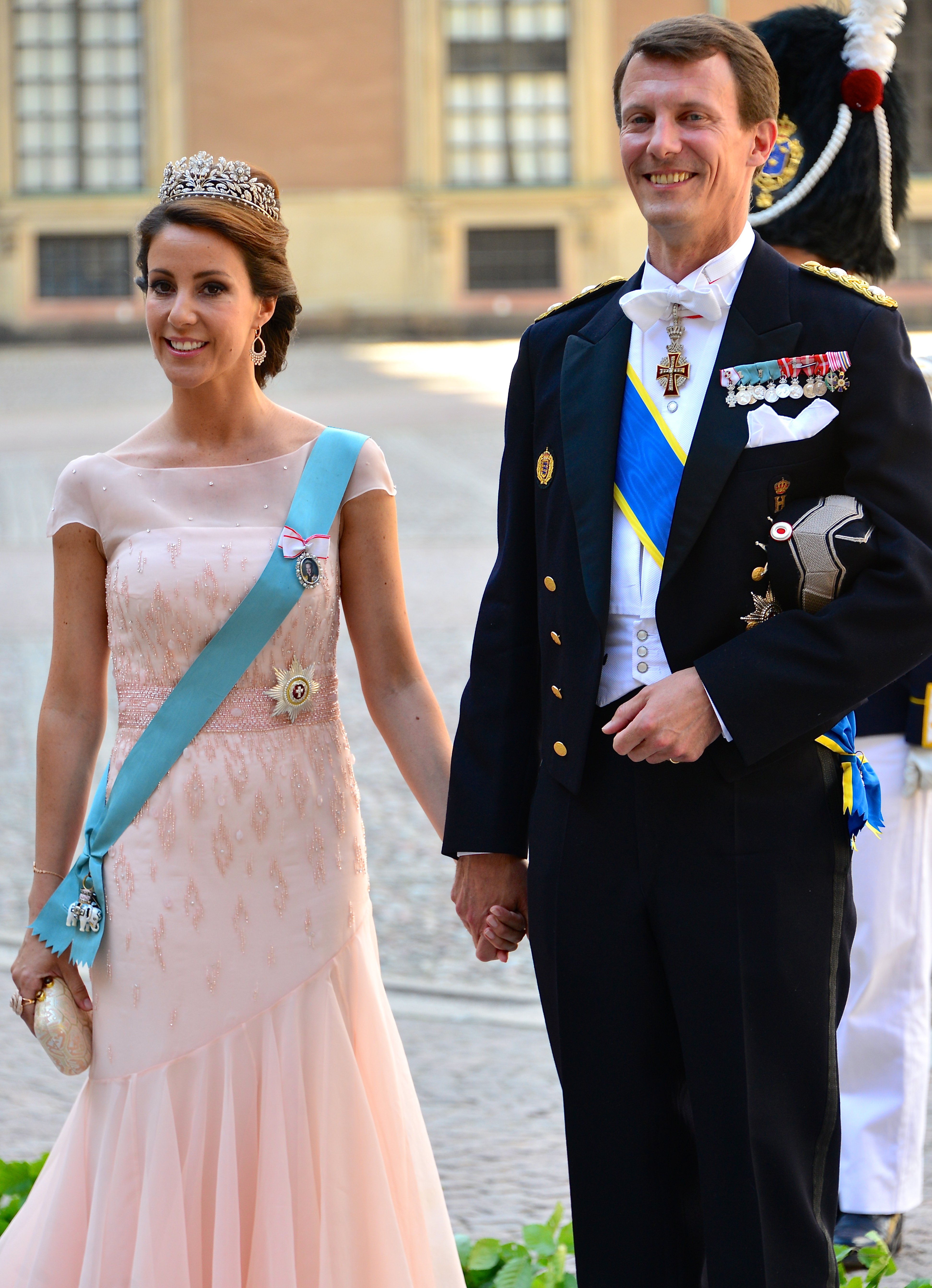
La princesa Marie con la banda de la Orden del Elefante.

- Federico X de Dinamarca:
  - Caballero de la Orden del Elefante (14/01/1972).
  - Gran Comandante de la Orden de Dannebrog (01/01/2004).
- María, reina de Dinamarca:
  - Dama de la Orden del Elefante (09/05/2004).[1]
  - Dama de la orden familiar de Margarita II (09/05/2004)
  - Dama de la orden familiar de Federico X (14/01/2024)
  - Gran Comandante de la Orden de Dannebrog (26/05/2024)
- Reina Margarita:
  - Dama de la Orden del Elefante (20/04/1947).
  - Gran Comandante de la Orden de Dannebrog (14/01/1972).
  - Dama de la orden familiar de Federico IX
- Cristián,  príncipe heredero de Dinamarca:
  - Caballero de la Orden del Elefante (15/10/2023)
- Isabel, princesa de Dinamarca:
  - Dama de la Orden del Elefante (14/01/2024)
  - Dama de la orden familiar de Federico X (21/04/2025)
- Vicente, príncipe de Dinamarca:
  - Caballero de la Orden del Elefante (14/01/2024)
- Josefina, princesa de Dinamarca:
  - Dama de la Orden del Elefante (14/01/2024)
- Joaquín, príncipe de Dinamarca:
  - Caballero de la Orden del Elefante (14/01/1972).
  - Gran Comandante de la Orden de Dannebrog (16/04/2004).
- Marie, princesa de Dinamarca:
  - Dama de la Orden del Elefante (24/05/2008).[2]
  - Dama de la orden familiar de Margarita II (24/05/2008)
- Nicolás, conde de Monpezat:
  - Caballero Gran Cruz de la Orden de Dannebrog (27/5/2025)
- Félix, conde de Monpezat:
  - Caballero Gran Cruz de la Orden de Dannebrog (27/5/2025)
- Benedicta, princesa de Dinamarca:
  - Dama de la Orden del Elefante (20/04/1947).
  - Gran Comandante de la Orden de Dannebrog (27/01/1993).
  - Dama de la orden familiar de Federico IX
- Ana María, reina de Grecia, princesa de Dinamarca:
  - Dama de la Orden del Elefante (20/04/1947).[3]
  - Dama de la orden familiar de Federico IX
- Alejandra, condesa de Frederiksborg:
  - Dama de la Orden del Elefante (17/11/1995).
  - Dama de la orden familiar de Margarita II (17/11/1995)

## Condecoraciones europeas

### Alemania
- Federico X, rey de Dinamarca:
  - Gran Cruz de la Orden del Mérito de la República Federal de Alemania, 1ª clase
- Reina Margarita:
  - Gran Cruz de la Orden del Mérito de la República Federal de Alemania.
- Joaquín, príncipe de Dinamarca:
  - Gran Cruz de la Orden del Mérito de la República Federal de Alemania, 1ª clase
- Benedicta, princesa de Dinamarca:
  - Gran Cruz de la Orden del Mérito de la República Federal de Alemania, 1ª clase

### Austria
- Reina Margarita:
  - Gran Estrella de la Orden al Mérito de la República de Austria (1979).[4]

### Bélgica
- Federico X, rey deDinamarca:
  - Caballero Gran Cordón de la Orden de Leopoldo
- María, reina de Dinamarca:
  - Dama Gran Cruz de la Orden de la Corona (28/03/2017).[5]
- Reina Margarita:
  - Dama Gran Cordón de la Orden de Leopoldo
- Joaquín, príncipe de Dinamarca:
  - Caballero Gran Cruz de la Orden de la Corona
- Marie, princesa de Dinamarca:
  - Dama Gran Cruz de la Orden de Leopoldo II (28/03/2017).[5]
- Benedicta, princesa de Dinamarca:
  - Dama Gran Cruz de la Orden de la Corona

### Bulgaria
- Federico X, rey de Dinamarca:
  - Comandante de la Orden de los Montes Balcanes (29/03/2006).
- María, reina de Dinamarca:
  - Comandante de la Orden de los Montes Balcanes (29/03/2006).[6]
- Reina Margarita:
  - Gran cruz de la Orden de los Montes Balcanes
- Joaquín, príncipe de Dinamarca:
  - Comandante de la Orden de los Montes Balcanes (29/03/2006).

### Croacia
- Reina Margarita:
  - Gran cruz de la Gran Orden del Rey Tomislav (2014).

### Eslovaquia
- Reina Margarita:
  - Gran Cruz de la Orden de la Doble Cruz Blanca

### Eslovenia
- Reina Margarita:
  - Comandante de la Orden de la Libertad de la República de Eslovenia

### España
- Federico X, rey de Dinamarca:
  - Caballero Gran Cruz de la Orden de Isabel la Católica (24/10/2023).
- María, reina de Dinamarca:
  - Dama Gran Cruz de la Orden de Isabel la Católica (24/10/2023).
- Reina Margarita:
  - Dama de la Orden del Toisón de Oro (23/10/1985).[7]
  - Dama gran cruz con Collar de la Orden de Carlos III (15/03/1980).[8]
- Joaquín, príncipe de Dinamarca:
  - Caballero Gran Cruz de la Orden del Mérito Civil (24/10/2023).
- Marie, princesa de Dinamarca:
  - Dama Gran Cruz de la Orden del Mérito Civil (24/10/2023).
- Benedicta, princesa de Dinamarca:
  - Dama Gran Cruz de la Orden de Isabel la Católica (15/03/1980).[8]

### Estonia
- Federico X,  rey de Dinamarca:
  - Gran cruz de la Orden de la Cruz de Terra Mariana (20/11/1995).[9]
- Reina Margarita:
  - Gran cruz con Collar de la Orden de la Cruz de Terra Mariana (20/11/1995).[10]

### Finlandia
- Federico X, rey de Dinamarca:
  - Gran Cruz de la Orden de la Rosa Blanca
  - Gran Cruz con Collar de la Orden de la Rosa Blanca (4/03/2025)
- María, reina de Dinamarca:
  - Gran Cruz de la Orden de la Rosa Blanca (5/04/2013).[11]
- Reina Margarita:
  - Gran Cruz con Collar de la Orden de la Rosa Blanca (1958).
- Joaquín, príncipe de Dinamarca:
  - Gran Cruz de la Orden de la Rosa Blanca
- Marie, princesa de Dinamarca:
  - Gran Cruz de la Orden de la Rosa Blanca (5/04/2013).[11]
- Benedicta, princesa de Dinamarca:
  - Gran Cruz de la Orden de la Rosa Blanca
- Alejandra, condesa de Frederiksborg:
  - Comandante de la Orden de la Rosa Blanca (03/04/2001).

### Francia
- Federico X, rey de Dinamarca:
  - Caballero gran cruz de la Orden Nacional del Mérito (28/08/2018).
  - Caballero gran cruz de la Legión de Honor (31/03/2025).
- María, reina de Dinamarca:
  - Dama gran cruz de la Orden Nacional del Mérito (28/08/2018).[12]
  - Dama gran cruz de la Legión de Honor (31/03/2025)
- Reina Margarita:
  - Gran cruz de la Orden de la Legión de Honor
- Marie, princesa de Dinamarca:
  - Gran Oficial de la Orden de la Legión de Honor (7/04/2017).[13]

### Grecia
- Federico X, rey de Dinamarca:
  - Caballero Gran cruz de la Orden de Honor
- María, reina de Dinamarca:
  - Dama Gran Cruz de la Orden de Beneficencia (18/05/2009).[14]
- Reina Margarita:
  - Dama Gran Cruz de la Orden de Santa Olga y Sofía
  - Dama Gran Cruz de la Orden del Salvador
- Joaquín, príncipe de Dinamarca:
  - Caballero Gran cruz de la Orden del Fénix
- Marie, princesa de Dinamarca:
  - Dama Gran Cruz de la Orden de Beneficencia (18/05/2009)
- Benedicta, princesa de Dinamarca:
  - Dama Gran Cruz de la Orden de Santa Olga y Sofía (17/09/1964).
- Ana María de Grecia, princesa de Dinamarca:
  - Dama Gran Cruz de la Orden de Santa Olga y Sofía
  - Dama Gran Cruz de la Orden del Salvador

### Italia
- Federico X, rey de Dinamarca:
  - Gran Cruz de la Orden al Mérito de la República Italiana (19/10/1993).[15]
- Reina Margarita:
  - Gran Cruz con Collar de la Orden al Mérito de la República Italiana
- Benedicta, princesa de Dinamarca:
  - Gran Cruz de la Orden al Mérito de la República Italiana (20/04/1964).[16]

### Islandia
- Federico X, rey de Dinamarca:
  - Gran Cruz de la Orden del Halcón (1996).
- María, reina de Dinamarca:
  - Gran Cruz de la Orden del Halcón (24/01/2017).[17]
- Reina Margarita:
  - Gran Cruz con Collar de la Orden del Halcón (04/07/1973).
- Joaquín, príncipe de Dinamarca:
  - Gran Cruz de la Orden del Halcón
- Marie, princesa de Dinamarca:
  - Gran Cruz de la Orden del Halcón (24/01/2017).[17]

### Letonia
- Federico X, rey de Dinamarca:
  - Gran Cruz de la Orden de las Tres Estrellas
- Reina Margarita:
  - Gran Cruz con Cadena de la Orden de las Tres Estrellas

### Lituania
- Reina Margarita:
  - Gran cruz con Collar de la Orden de Vitautas el Grande

### Luxemburgo
- Federico X, rey de Dinamarca:
  - Caballero Gran Cruz de la Orden de Adolfo de Nassau
- Reina Margarita:
  - Dama Gran Cruz de la Orden del León de Oro de la Casa de Nassau
- Joaquín, príncipe de Dinamarca:
  - Caballero Gran Cruz de la Orden de Adolfo de Nassau
- Benedicta, princesa de Dinamarca:
  - Dama Gran Cruz de la Orden de Adolfo de Nassau
- Alejandra, condesa de Frederiksborg:
  - Dama Gran Cruz de la Orden de Adolfo de Nassau (20/10/2003).

### Noruega
- Federico X, rey de Dinamarca:
  - Caballero Gran Cruz de la Orden de San Olaf (1990).
- María, reina de Dinamarca:
  - Dama Gran Cruz de la Orden de San Olaf (7/11/2005).[18]
- Reina Margarita:
  - Dama Gran Cruz con Collar de la Orden de San Olaf (1958).
- Cristián, príncipe heredero de Dinamarca:
  - Caballero Gran Cruz de la Orden de San Olaf (2023).
- Joaquín, príncipe de Dinamarca:
  - Caballero Gran Cruz de la Orden de San Olaf (1991).
- Marie, princesa de Dinamarca:
  - Dama Gran Cruz de la Orden de San Olaf (25/05/2015).[19]
- Benedicta, princesa de Dinamarca:
  - Dama Gran Cruz de la Orden de San Olaf (1974).

### Mónaco
- Benedicta, princesa de Dinamarca:
  - Dama Gran Oficial de la Orden de la Corona

### Países Bajos
- Federico X, rey de Dinamarca:
  - Caballero Gran Cruz de la Orden del León Neerlandés (17/03/2015).[20]
- María, reina de Dinamarca:
  - Dama Gran Cruz de la Orden del León Neerlandés (17/03/2015).[20]
- Reina Margarita:
  - Dama Gran Cruz de la Orden del León Neerlandés
- Joaquín, príncipe de Dinamarca:
  - Caballero Gran Cruz de la Orden de la Corona (17/03/2015).[20]
- Marie, princesa de Dinamarca:
  - Dama Gran Cruz de la Orden de la Corona (17/03/2015).[20]
- Benedicta, princesa de Dinamarca:
  - Dama Gran Cruz de la Orden de la Corona (17/03/2015).[20]

### Polonia
- Reina Margarita:
  - Gran Cruz de la Orden del Águila Blanca (1995).
  - Gran Cruz de la Orden al Mérito de la República de Polonia

### Portugal
- Reina Margarita:
  - Gran Cruz con Collar de la Orden del Infante Don Enrique (1/11/1984).
  - Gran Cruz con Collar de la Orden de Santiago de la Espada (1992).

### Reino Unido
- Reina Margarita:
  - Dama de la Orden de la Jarretera (1979)
  - Beneficiaria de la Real Cadena Victoriana (1974).
  - Dama Gran Cruz de Honor de la Real Orden Victoriana

### Rumania
- Federico X, rey de Dinamarca:
  - Gran Cruz de la Orden de la Estrella de Rumania

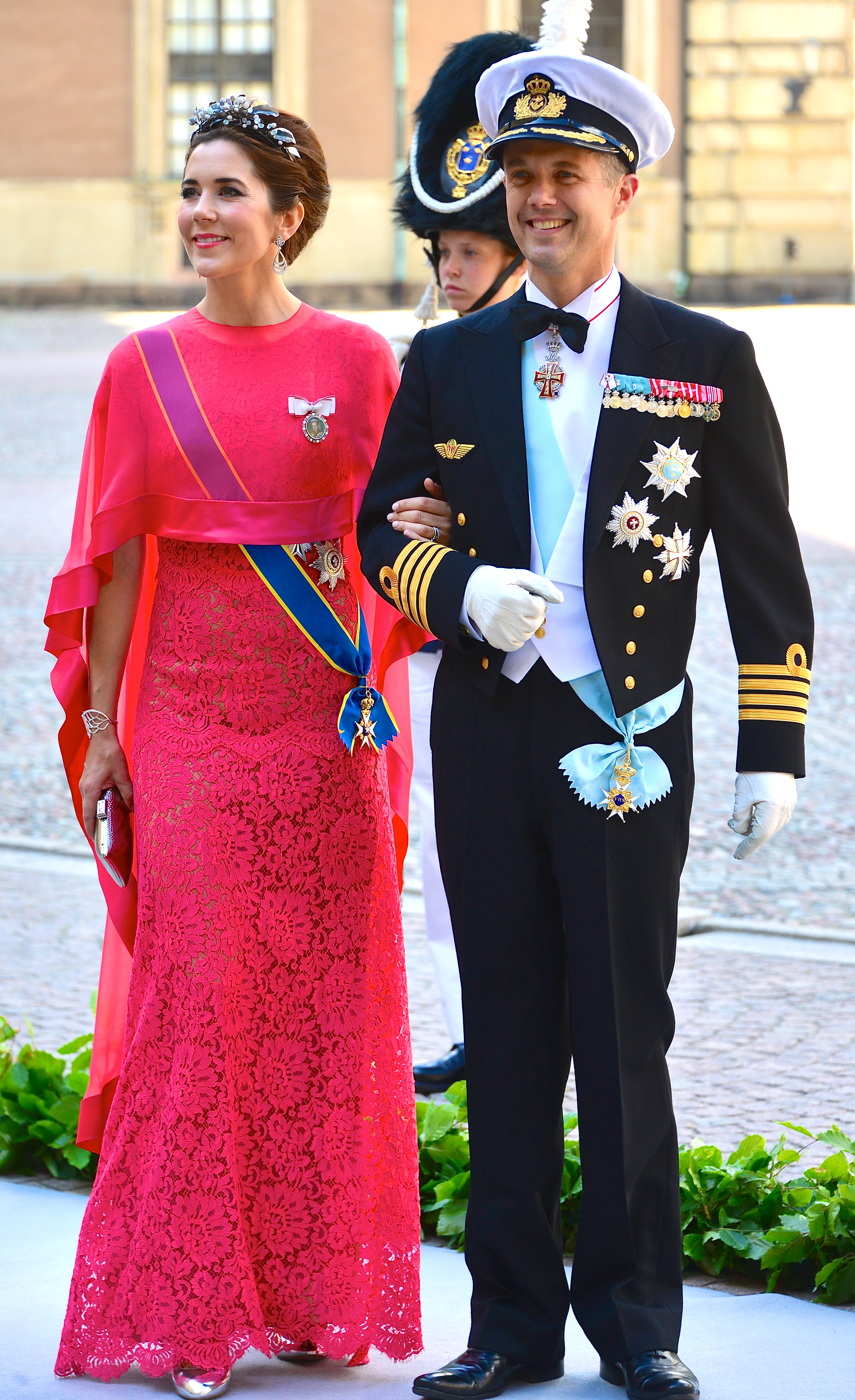
La princesa María con la banda de la Orden de la Estrella Polar, y el príncipe Federico con la banda de la Orden de los Serafines.

- Reina Margarita:
  - Gran Cruz con Collar de la Orden de la Estrella de Rumania (2000).
- Joaquín, príncipe de Dinamarca:
  - Gran Cruz de la Orden de la Estrella de Rumania
- Alejandra, condesa de Frederiksborg:
  - Gran Cruz de la Orden de la Estrella de Rumania (16/04/2004).[21]

### Suecia
- Federico X, rey de Dinamarca:
  - Caballero de la Orden de los Serafines (02/06/1993).
- María, reina de Dinamarca:
  - Comandante Gran Cruz de la Orden de la Estrella Polar.[22][23]
- Reina Margarita:
  - Dama con collar de la Orden de los Serafines (10/04/1958).
- Joaquín, príncipe de Dinamarca:
  - Comandante Gran Cruz de la Orden de la Estrella Polar.[23]
- Benedicta, princesa de Dinamarca:
  - Comandante Gran Cruz de la Orden de la Estrella Polar.[23]

## Condecoraciones americanas

### Argentina
- Reina Margarita:
  - Gran Cruz de la Orden del Libertador San Martín
- Benedicta, princesa de Dinamarca:
  - Gran Cruz de la Orden del Libertador San Martín

### Brasil
- Federico X, Rey de Dinamarca:
  - Gran Cruz de la Orden de la Cruz del Sur
  - Gran Cruz de la Orden de Río Branco (30/06/1999).[24]
- María, Reina de Dinamarca:
  - Gran Cruz de la Orden de la Cruz del Sur (12/09/2007).[25][26]
- Reina Margarita:
  - Gran Collar de la Orden de la Cruz del Sur (30/06/1999).[24]
- Joaquín, príncipe de Dinamarca:
  - Gran Cruz de la Orden de la Cruz del Sur (12/09/2007).[25]

### Chile
- Federico X, Rey de Dinamarca:
  - Gran Cruz de la Orden al Mérito de Chile
- Reina Margarita:
  - Gran Cruz con Collar de la Orden al Mérito de Chile

### México
- Federico X, Rey de Dinamarca:
  - Banda en Categoría Especial de la Orden del Águila Azteca (13/04/2016).[27]
- María, Reina de Dinamarca:
  - Banda de la Orden del Águila Azteca (13/04/2016).[27][28]
- Reina Margarita:
  - Collar de la Orden del Águila Azteca (13/02/2008).[29]
- Joaquín, príncipe de Dinamarca:
  - Banda de la Orden del Águila Azteca (13/04/2016).[27]
- Marie, princesa de Dinamarca:
  - Banda de la Orden del Águila Azteca (13/04/2016).[27][28]
- Benedicta, princesa de Dinamarca:
  - Banda de la Orden del Águila Azteca (13/04/2016).[27]

## Condecoraciones africanas

### Egipto
- Federico X, rey deDinamarca:
  - Gran Cruz con Collar de la Orden del Nilo
- María, reina de Dinamarca:
  - Miembro de Clase Suprema de la Orden de la Virtud

- Reina Margarita:
  - Gran Cruz con Collar de la Orden del Nilo

### Marruecos
- Reina Margarita:
  - Gran Cruz con Collar de la Orden de Ouissam Alaouite

### Sudáfrica
- Reina Margarita:
  - Gran Cruz con Collar de la Orden de Buena Esperanza (1996).[30]

### Túnez
- Benedicta, princesa de Dinamarca:
  - Dama 2ª Classe de la Orden de la República

## Condecoraciones asiáticas

### Arabia Saudí
- Reina Margarita:
  - Dama Gran Cruz con Collar de la Orden de Abdulaziz al Saud

### Baréin
- Reina Margarita:
  - Collar de la Orden de Al Khalifa

### Corea del Sur
- Reina Margarita:
  - Gran Cruz con Collar de la Gran Orden de Mugunghwa

### Emiratos Árabes Unidos
- Reina Margarita:
  - Gran Cruz con Collar de la Orden de Al Kamal

### Irán
- Reina Margarita:
  - Dama Gran Cordón de la Orden de las Pléyades

### Japón
- Federico X, Rey de Dinamarca:
  - Caballero Gran Cordón de la Suprema Orden del Crisantemo
- Reina Margarita:
  - Dama Gran Cordón con Collar de la Suprema Orden del Crisantemo (16/11/2004).
  - Dama Gran Cordón de la Orden de la Preciosa Corona
- Joaquín, príncipe de Dinamarca:
  - Caballero Gran Cordón de la Suprema Orden del Crisantemo

### Jordania
- Federico X, Rey de Dinamarca:
  - Caballero Gran Cordón de la Suprema Orden del Renacimiento
- Reina Margarita:
  - Dama Gran Cordón con Collar de la Orden de Al-Hussein bin Ali
- Joaquín, príncipe de Dinamarca:
  - Caballero Gran Cordón de la Suprema Orden del Renacimiento.[31]

### Nepal
- Federico X, Rey de Dinamarca:
  - Gran Cruz de la Orden de Ojaswi Rajanya (17/10/1989).
- Reina Margarita:
  - Miembro de la Gloriosa Cadena de Mahendra
  - Gran Cruz de la Orden de Honor
- Joaquín, príncipe de Dinamarca:
  - Gran Cruz de la Orden de los Tres Divinos Poderes (17/10/1989).

### Tailandia
- Federico X, Rey de Dinamarca:
  - Caballero Gran Cruz de la Orden de Chula Chom Klao (7/02/2001).[32]
- Reina Margarita:
  - Dama Gran Cordón con Collar de la Orden de Rajamitrabhorn (7/02/2001).[33]
  - Dama Gran Cordón con Cadena de la Orden de la Casa Real de Chakri